# Liste der Botschafter der Vereinigten Staaten in Finnland
Die Liste der Botschafter der Vereinigten Staaten in Finnland bietet einen Überblick über die Leiter der US-amerikanischen diplomatischen Vertretung in Finnland seit der Aufnahme diplomatischer Beziehungen.

## Botschafter

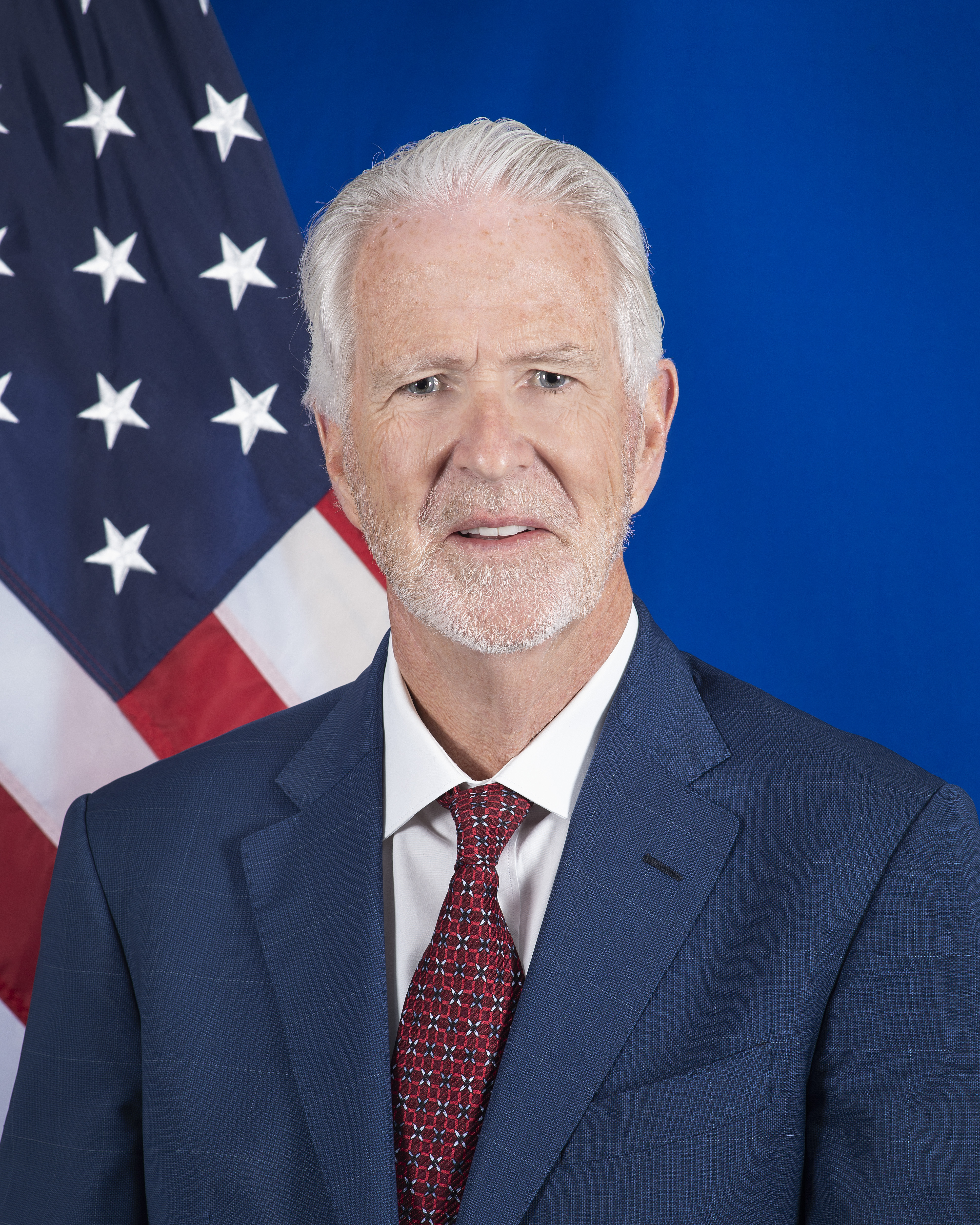
Doug Hickey, derzeitiger US-Botschafter in Finnland

| Amtszeit  | Name                                     | Anmerkung                                            |
| --------- | ---------------------------------------- | ---------------------------------------------------- |
| 1920–1922 | Alexander R. Magruder, chargé d’affaires |                                                      |
| 1922–1925 | Charles Lemuel Kagey                     |                                                      |
| 1925–1930 | Alfred J. Pearson                        | später Professor für Deutsch an der Drake University |
| 1930–1933 | Edward Everett Brodie                    |                                                      |
| 1933–1937 | Edward Albright                          |                                                      |
| 1937–1942 | Hans Frederick Arthur Schoenfeld         |                                                      |
| 1945–1947 | Maxwell McGaughey Hamilton               |                                                      |
| 1947–1950 | Avra Milvin Warren                       |                                                      |
| 1950–1952 | John Moors Cabot                         |                                                      |
| 1952–1955 | Jack Kirkham McFall                      |                                                      |
| 1955–1959 | John Dewey Hickerson                     |                                                      |
| 1959–1960 | Edson Oliver Sessions                    |                                                      |
| 1961–1963 | Bernard Anthony Gufler                   |                                                      |
| 1963–1964 | Carl Thomas Rowan                        |                                                      |
| 1964–1969 | Tyler Thompson                           |                                                      |
| 1969–1973 | Frederick Valdemar Erastus Peterson      |                                                      |
| 1973–1975 | Victor John Krehbiel                     |                                                      |
| 1975–1977 | Mark Evans Austad                        |                                                      |
| 1977–1980 | Rozanne Lejeanne Ridgway                 |                                                      |
| 1980–1981 | James Eugene Goodby                      |                                                      |
| 1981–1986 | Keith Foote Nyborg                       |                                                      |
| 1986–1989 | Rockwell A. Schnabel                     |                                                      |
| 1989–1991 | John Giffen Weinmann                     |                                                      |
| 1991–1994 | John Hubert Kelly                        |                                                      |
| 1994–1997 | Derek Shearer                            |                                                      |
| 1998–2001 | Eric Steven Edelman                      |                                                      |
| 2001–2003 | Mary Bonneau McElveen-Hunter             |                                                      |
| 2004–2005 | Earle Irving Mack                        |                                                      |
| 2006–2008 | Marilyn Ware                             |                                                      |
| 2008–2009 | Barbara Barrett                          |                                                      |
| 2009–2015 | Bruce J. Oreck                           |                                                      |
| 2015–2017 | Charles C. Adams Jr.                     |                                                      |
| 2018–2021 | Robert Frank Pence                       |                                                      |
| 2022−     | Douglas Thomas Hickey                    |                                                      |